# Clinorhampha merita
Clinorhampha merita är en tvåvingeart som beskrevs av Collin 1933. Clinorhampha merita ingår i släktet Clinorhampha och familjen dansflugor. Inga underarter finns listade i Catalogue of Life.